# Babakivka, Bilopillea
Babakivka (în ucraineană Бабаківка) este un sat în comuna Novi Vîrkî din raionul Bilopillea, regiunea Sumî, Ucraina.

## Demografie
Componența lingvistică a localității Babakivka
     Ucraineană (95,29%)
     Rusă (4,71%)
Conform recensământului din 2001, majoritatea populației localității Babakivka era vorbitoare de ucraineană (95,29%), existând în minoritate și vorbitori de rusă (4,71%).